# КК Прјевидза
КК Прјевидза (слч. BC Prievidza) је словачки кошаркашки клуб из Прјевидзе. Тренутно се такмичи у Првој лиги Словачке и у ФИБА Купу Европе.

## Историја
Клуб је основан 1947. године. Освојио је шест титула у националном првенству.
У сезони 1989/90. дебитовао је на међународној сцени учешћем у ФИБА Купу европских шампиона. У периоду од 1990. до 1996. године забележио је по неколико учешћа у Купу Радивоја Кораћа и у Купу Рајмунда Сапорте. У сезони 2015/16. такмичио се у Алпе Адрија купу и освојио је четврто место. У сезони 2016/17. био је учесник ФИБА Купа Европе и стигао је до друге групне фазе.

## Успеси

### Национални
- Првенство Чехословачке:
  - Првак (2): 1989, 1993.

- Првенство Словачке:
  - Првак (4): 1994, 1995, 2012, 2016.
  - Вицепрвак (3): 1996, 2014, 2015.

## Познатији играчи
- Милош Бабић
- Милан Миловановић